# Josef Trinkl (Politiker, 1895)
Josef Trinkl (* 10. März 1895 in Königsdorf; † 12. August 1970 ebenda) war ein österreichischer Landwirt und Politiker (ÖVP). Er war von 1946 bis 1949 Abgeordneter zum Burgenländischen Landtag.

## Leben
Josef Trinkl wurde als Sohn des Landwirts Josef Trinkl aus Königsdorf geboren. Er besuchte die Volksschule in Königsdorf und war danach als Landwirt tätig. Trinkl übernahm 1931 den elterlichen Hof.
Trinkl war verheiratet.

## Politik
Trinkl war Mitglied der Vaterländischen Front. Trinkl hatte zudem zwischen 1936 und 1938 die Funktion des Bezirksbauernsführers und Kreisrates der Burgenländischen Landwirtschaftskammer inne. Zudem war er von 1934 bis 1938 und von 1945 bis 1951 Bürgermeister von Königsdorf. Trinkl vertrat die ÖVP vom 4. Jänner 1946 bis zum 4. November 1949 im Landtag. 